# Saint-Just-sur-Dive
Saint-Just-sur-Dive település Franciaországban, Maine-et-Loire megyében. Lakosainak száma 386 fő (2022. január 1.). Saint-Just-sur-Dive Artannes-sur-Thouet, Le Coudray-Macouard, Montreuil-Bellay és Bellevigne-les-Châteaux községekkel határos.

## Népesség
A település népessége az elmúlt években az alábbi módon változott:
| Lakosok száma | 298  | 336  | 361  | 348  | 397  | 397  | 389  | 376  | 375  | 386  |
|               | 1968 | 1982 | 1990 | 2006 | 2013 | 2015 | 2017 | 2019 | 2020 | 2022 |